# Play-N-Skillz
Play-N-Skillz es un dúo de rap argentino y venezolano, formado por los hermanos Juan "Play" Salinas y Oscar "Skillz" Salinas, que nacen en el área de Irving, en Dallas, Texas.
Además de ser músicos, son más conocidos como productores, habiendo trabajado con artistas de Swishahouse como lo son Lil' Flip, 50 Cent, Three Six Mafia, Blast, Chamillionaire, Bone Thugs-N-Harmony, Adina Howard, Phar East, Bun B de UGK, Young Noble, Petey Pablo, Lil Jon, Mannie Fresh, Paul Wall, Pitbull, Frankie J, Akon, Gemini, Daddy Yankee, Yandel, Snoop Dogg, Steve Aoki y David Guetta, entre otros.

## Biografía
Hicieron su debut como cantantes en el año 2003 con la canción “Texas 2 the world”, la cual también produjeron. En el 2004 produjeron el álbum de Lil' Flip “U Gotta Feel Me” y, en el 2005 el tema “Ridin” de Chamillionaire. Ese tema le valió al dúo la certificación de cuádruple platino y a ganar su primer GRAMMY (Mejor Interpretación de Rap - Dúo o Grupo), además de posicionarse en el top del chart de Billboard. 
Cuatro años más tarde, en el 2008, produjeron Tha Carter III de Lil Wayne el cual ganó el GRAMMYs a Mejor Álbum de Rap y contenía la exitosa canción: “Got Money”. Con base en eso, el dúo también colaboró con Hilary Duff, teniendo participación en el remix de “With Love”.
En el 2009 trabajaron junto a David Guetta escribiendo la canción “Where Them Girls At” tema que contó con la colaboración de Nicki Minaj y Flo Rida. Además de colaborar escribiendo y produciendo diversos temas musicales, Play-n-Skillz formaron parte del tour mundial de LMFAO visitando países como Australia, Dubái y diversas regiones de América Latina. 
Años después, en el 2015, el dúo realiza su primera colaboración junto a Daddy Yankee (siendo además su primera colaboración de música en español)  en la canción “Not a Crime” (“No es ilegal”).
En el 2016 el dúo de productores grabó una nueva versión de la canción “Si una vez”, de la cantante texana Selena con colaboraciones junto a Leslie Grace, Wisin y Frankie J. La canción llegó a ser doble platino en streaming. Todas estas colaboraciones los llevó a firmar su primer contrato como artistas con Charles Chavez Latium Entertainment JV con Sony Music Latin.
A partir del contrato firmado con Sony Music Latin, el dúo procedió a grabar canciones como “Cuidado”, feat. Yandel y Messiah, “Azukita”, con Steve Aoki, Elvis Crespo y Daddy Yankee, con quien también grabaron “Con calma”, tema que llegó a ser número uno en 33 países, y se apoderó del primer lugar de Hot Latin Billboard por 15 semanas, además de haber producido “Llegaste tú” de CNCO feat. Prince Royce.
Además de incorporarse como productores de música en español, grabaron junto al grupo coreano de K-pop VAV la canción titulada “Give me More” junto a De La Ghetto.
En el 2019, se asociaron a CTM Music Publishing para crear una editora independiente y a través de campamentos musicales descubrir nuevos talentos (escritores, productores y artistas).
En 2022, colaboraron con Carlos Vives y Black Eyes Peas para el sencillo del álbum Cumbiana II del colombiano.

## Álbumes
- The Holy Grail of Trap Music (2015)
- Recession Proof (2013)
- The Process (2005)
- From Texas To Da World Vol.I (2004)

## Singles
- «Si Una Vez (If I Once)» (2016) ft. Wisin, Frankie J, Leslie Grace
- «Si Una Vez (If I Once) (Spanglish Version)» (2017) ft. Frankie J, Becky G, Kap G
- «Si Una Vez (If I Once) (English Version)» (2017) ft. Frankie J, Becky G, Kap G
- «Beachy Remix, (2023) (Daddy Yankee», Omar Courtz, Play-N-Skillz).